# 45 Degree Woman
45 Degree Woman ist eine finnische Rockband aus Helsinki, die 1995 gegründet wurde.

## Geschichte
Die Band wurde 1995 gegründet, nachdem der Schlagzeuger Kari Reini, Keyboarder Jan Weckström und der Gitarrist Iiro Tuomola die ersten Lieder geschrieben hatten. Die Besetzung festigte sich nachdem der Gitarrist Hannu Laanterä und der Sänger Mikko Viman hinzugekommen waren. 2006 erschien das Debütalbum How to Handle the Pain. 2007 nahm die Band am Tuska Open Air Metal Festival teil. 2009 kamen der Bassist Toni Laroma und der Keyboarder Martti Lindholm zur Besetzung. Im selben Jahr erschien das zweite Album Revival. Im selben Jahr war die Band auf dem Sauna Open Air zu sehen.

## Stil
Laut Elke Huber von Powermetal.de trifft auf How to Handle Pain „geradliniger und treibender Heavy-Rock mit US-Schlagseite und dezentem Industrial-Nachgeschmack auf moderne, einen interessanten Kontrast bildende Synthie-Programmierungen ohne den sonst für finnische Bands typischen Kitsch-Faktor“, wobei der „kratzig-raue“ Viman den Macho-Faktor erhöhe. Thematisch würden die Texte meist vom Thema Schmerz handeln. In den Songs seien auch Gemeinsamkeiten zu Amorphis hörbar.

## Diskografie
- 2000: 45 Degree Woman (EP, Nasty Attitude Music)
- 2006: 45 Degree Woman (Demo, Eigenveröffentlichung)
- 2006: Never Needed (Single, Korak)
- 2006: The Wait (Single, Korak)
- 2006: How to Handle Pain (Album, KHY Suomen Musiikki Oy)
- 2008: I Don’t Live Today (Single, Backstage Alliance)
- 2009: Revival (Album, Backstage Alliance)